# Maquia: When the Promised Flower Blooms
Maquia: When the Promised Flower Blooms (さよならの朝に約束の花をかざろう, Sayonara no Asa ni Yakusoku no Hana o Kazarō, Decorem les flors promeses al matí de l’adeu) és una pel·lícula de fantasia dramàtica d’Animació japonesa dirigida i escrita per Mari Okada i produïda per P.A. Works. Presenta dissenys de personatges i direcció d'animació de Yuriko Ishii adaptats dels dissenys originals d'Akihiko Yoshida, i música composta per Kenji Kawai. La pel·lícula és el debut a la direcció d'Okada i el primer llargmetratge estrenat al cinema produït per P.A Works.
Maquia: When the Promised Flower Blooms explica la història de Maquia, una jove que pertany a una raça especial anomenada Iorph, éssers místics que poden viure centenars d'anys. Mentre escapa de la guerra, troba un nounat supervivent solitari i decideix criar-lo com el seu fill.
La pel·lícula es va estrenar al Japó per Showgate el 24 de febrer de 2018 i al Festival de Cinema de Glasgow el 4 de març de 2018. Fou llançada per Madman Entertainment el 7 de juny de 2018. i per Anime Limited el 27 de juny de 2018. Fou llançada per Eleven Arts el 20 de juliol de 2018. El doblatge a l'anglès de la pel·lícula es va estrenar el 21 de setembre de 2018 als Estats Units. És es va llançar en Blu-ray Disc i DVD a Amèrica del Nord el 5 de febrer de 2019. El Blu-ray té pistes tant en japonès com en anglès, mentre que el DVD només té una pista en anglès.

## Argument
Els Iorph són una raça humanoide que viu molt allunyada del món dels humans i es passen els dies teixint Hibiol; un drap especial que serveix de crònica escrita del pas del temps. Deixen d'envellir físicament als 14 anys i poden viure centenars d'anys. Són llegendaris per als forasters, que els han batejat com el "Clan dels separats".
La Maquia, una noia Iorph jove i òrfena, serveix com a ajudant del cap del clan, Racine, que l'adverteix sobre la creació de vincles emocionals amb els forasters, dient que la Màquia sabrà què és la veritable solitud si ho fa. Poc després, el veí regne de Mezarte envia soldats armats a lloms d'uns dracs voladors anomenats Renato al poble de Iorph. Incapaç de trobar el secret de la seva longevitat, l'exèrcit ataca, matant la majoria dels Iorph i segrestant Leilia, l'amiga de la Màquia. Un dels Renato sucumeix a la malaltia dels "ulls vermells" i es torna boig durant l'atac. S'embolica en Hibiol i fuig del poble, portant sense voler la Màquia, que s'embolica a la tela. Més tard, el Renato s'estavella i mor en un bosc. La Màquia es desperta i coneix un comerciant alcohòlic en una caravana emboscada, on troba una nena humana acabada de néixer, subjectat amb força als braços de la seva mare difunta. Negant-se a deixar-la morir, ella el pren com el seu fill. Viatja al poble d'Helm, on una dona, Mido, els acull i els cria al costat dels seus dos fills, Lang i Deol. La Màquia li posa el nom Ariel a la nena adoptada.
Sis anys després, l'Ariel es converteix en una nena. El Regne de Mezarte havia construït una vegada la seva força i reputació amb la seva propietat de l'antic Renato, però els Renato han començat a sucumbir a la malaltia dels "ulls vermells", deixant-los amb menys de deu quan comencen a extingir-se. Tement la inevitable pèrdua de poder i influència, el rei de Mezarte intenta reclamar la propietat d'un altre poder antic i llegendari: la longevitat de l'Iorph, el que el porta a intentar introduir sang Iorph a la llinatge reial. A través d'un missatge teixit en una troballa d'Hibiol en una botiga, Maquia descobreix que Leilia s'ha vist obligada a casar-se amb el príncep de Mezarte. Viatja en un vaixell amb l'Ariel per intentar alliberar la Leilia. Al vaixell, coneix Krim; una amic seu Iorph de la seva terra natal, que era l'antic xicot de la Leilia. Krim també està buscant alliberar Leilia. Un cop a la capital de Mezarte, ambdós es troben amb un nombre d'altres Iorph, i sense èxit embosquen una desfilada reial. La Màquia allibera breument la Leilia, però s'assabenta que la Leilia està embarassada del fill del príncep. La Màquia fuig per ordre de Leilia i evita la captura amb l'ajuda del comerciant, que es revela mig Iorph. Krim, sense desanimar-se, decideix continuar intentant alliberar la Leilia, i deixa enrere la Màquia i l'Ariel.
Nou anys més tard, la Maquia i l'Ariel es traslladen a la ciutat forja de Dorail, on la Maquia treballa com a cambrera de restaurant. L'Ariel arriba a ser una adolescent treballadora de la forja. S'allunya de la Màquia per la diferència cada cop més baixa de les seves edats aparents. Mentrestant, Leilia, encara al palau, és presonera de la família reial. L'han deixat de banda perquè la seva filla, Medmel, no mostra signes de tenir longevitat Iorph. No ha pogut conèixer a Medmel des del seu naixement, la qual cosa la deixa desesperada. Un dia, l'Ariel i la Màquia troben Lang, ara soldat de l'exèrcit de Mezarte. La seva trobada allunya l'Ariel i la Maquia, permetent a Ariel unir-se a l'exèrcit de Mezarte. Moments després de marxar, la Maquia és segrestada per Krim.
Sis anys després, Ariel ha tornat a la capital i s'ha casat amb una noia que coneixia a Helm anomenada Dita, i ella està embarassada del seu primer fill. Mentrestant, Krim ha reunit el suport de les nacions circumdants per envair i enderrocar Mezarte. Porta amb ell una Maquia encara captiva, intentant arribar al palau durant la batalla. Estan separats en un bosc fora de la capital, i després d'una breu trobada amb Ariel, Maquia va al poble i troba la Dita en part. Ella ajuda a donar a llum al nadó, mentre Ariel continua lluitant i és ferida a la batalla. Maquia troba l'Ariel i comparteixen una conversa sincera abans que ella li ofereixi un emotiu adéu. Maquia es dirigeix cap al palau. En un altre lloc, després de trobar finalment a Leilia al palau i ser rebutjat a favor de Medmel, Krim intenta suïcidar-se, però és emboscat i assassinat pel cap de la guàrdia. Quan la batalla acaba amb la derrota de Mezarte, Ariel torna a casa i coneix la seva filla recent nascuda, Millia. Maquia agafa l'últim Renato viu i marxa volant amb Leilia, que aconsegueix retrobar-se breument amb Medmel abans de deixar-la enrere.
Trenta-nou anys més tard, Maquia torna al poble d'Helm una vegada més amb el comerciant mig Iorph. Allà es troba amb la néta i la filla d'Ariel de camí a casa seva. Troba l'Ariel com un vell al llit de mort, li agafa la mà i comparteix algunes paraules de comiat durant els seus últims moments. Deixant casa seva, ella suporta el dolor de la seva pèrdua, trencant la seva promesa i plorant mentre recorda els moments de la seva vida que va passar amb ell. Maquia s'uneix al comerciant i segueix el camí, remarcant-se que malgrat el profund dolor de la pèrdua, estimar el seu fill li va portar la felicitat.
Una imatge post-crèdit mostra el poble Iorph sent rehabitat una vegada més pels Iorph supervivents i els seus descendents, juntament amb Maquia i l'últim Renato.

## Repartiment de veu
| Personatge | Japonès                                                        | Anglès                                                            |
| ---------- | -------------------------------------------------------------- | ----------------------------------------------------------------- |
| Maquia     | Manaka Iwami                                                   | Xanthe Huynh                                                      |
| Ariel      | - Miyu Irino - Yuki Sakurai (infantesa) - Taichi Iwakawa (nen) | - Eddy Lee - Ryan Shanahan (adolescent) - Barnaby Lafayette (noi) |
| Leilia     | Ai Kayano                                                      | Cherami Leigh                                                     |
| Krim       | Yuki Kaji                                                      | Kevin T. Collins                                                  |
| Lang       | - Yoshimasa Hosoya - Xu Bin (jove)                             | - Michael Schneider - Spencer Rosen (jove)                        |
| Racine     | Miyuki Sawashiro                                               | Lipica Shah                                                       |
| Mido       | Rina Satō                                                      | Allegra Clark                                                     |
| Dita       | - Yoko Hikasa - Yuki Kurimoto (jove)                           | - Ryan Bartley - Catie Harvey (jove)                              |
| Medmel     | Misaki Kuno                                                    | - Brooklyn Nelson - Courtney Chu (jove)                           |
| Izor       | Tomokazu Sugita                                                | Marc Thompson                                                     |
| Darel      | Shunsuke Sakuya                                                | H.D. Quinn                                                        |
| Deol       | Junnosuke Shishido                                             | Micah Gursoy                                                      |
| Barrou     | Hiroaki Hirata                                                 | Daniel J. Edwards                                                 |

## Música
La banda sonora de la pel·lícula va ser composta i organitzada per Kenji Kawai. La cançó final de la pel·lícula, "Viator" (ウィアートル), va ser composta, arranjada i interpretada per Rionos, amb lletra proporcionada per Riya.
La banda sonora va ser publicada per Bandai Visual el 24 de febrer de 2018.
| 1.            | «Iorph, the Clan of the Separated (イオルフ、別れの一族)»         | 2:06  |
| 2.            | «Wings of Extinction (滅びの羽音)»                                | 4:55  |
| 3.            | «Encounter with the Separated (別れとの出会い)»                   | 1:36  |
| 4.            | «Motherly Days (母になる日々)»                                    | 4:36  |
| 5.            | «Parting Emotions (別れの実感)»                                   | 5:07  |
| 6.            | «Unexpected Reunion (予期せぬ再会)»                               | 1:36  |
| 7.            | «Lurking in the Celebration Parade (祝賀パレードに潜む)»          | 1:49  |
| 8.            | «Daily Reality (日々の現実)»                                      | 2:18  |
| 9.            | «Workers' Banquet (労働者の宴)»                                   | 1:37  |
| 10.           | «Loneliness Leading To Perdition (滅びへと向かう孤独)»            | 2:59  |
| 11.           | «Mixed Affection (愛情の交錯)»                                    | 2:35  |
| 12.           | «Separation (別離)»                                               | 2:30  |
| 13.           | «Vengeance and Madness (復讐と狂気)»                              | 1:27  |
| 14.           | «Prelude to Destruction (滅びへの序章)»                           | 1:49  |
| 15.           | «The Madness of the Clan of the Separated (別れの一族とその狂気)» | 1:31  |
| 16.           | «Life and Life (生命と生命)»                                      | 3:41  |
| 17.           | «Mother and Child (母と子)»                                       | 5:30  |
| 18.           | «Fly to the Sky (大空に飛び立つ)»                                 | 3:32  |
| 19.           | «Grateful and Prepared (感謝と覚悟)»                              | 2:22  |
| 20.           | «Promised Flowers (約束の花)»                                     | 3:18  |
| 21.           | «Viator (ウィアートル)»                                           | 4:47  |
| Durada total: | Durada total:                                                     | 61:41 |

## Recepció

### Taquilla
La pel·lícula va recaptar 160.988 dòlars a Amèrica del Nord el novembre de 2018. It grossed $4.3 million worldwide, including $1.2 million in Japan and $2.5 million in China by March 2019.

### Resposta crítica
La pel·lícula va rebre  una puntuació del 100% a Rotten Tomatoes basada en 27 ressenyes, amb una valoració mitjana de 7.8/10 a Rotten Tomatoes. Va dir: "Maquia: When the Promised Flower Blooms ancoraja la seva fantasia colorida imaginativa en temes universals —i profundament commovedors— del món real." Metacritic informa d'una puntuació mitjana ponderada de 72 sobre 100 basada en vuit crítiques, indicant "crítiques generalment favorables".
Makoto Shinkai considera Maquia: When the Promised Flower Blooms una "pel·lícula fantàstica que pot sacsejar records dins teu que normalment oblides."
Takehiko Shinjō la va anomenar una "pel·lícula meravellosa i emocionant que ensenya que l'amor fa que les persones siguin més fortes i les nodreix.
Miranda Sanchez per IGN va donar a la pel·lícula un 8,5 sobre 10 i va escriure que era "una bonica història sobre la maternitat, l'envelliment i la pèrdua"..

### Reconeixements
| Any  | Premi                                                      | Categoria                      | Receptor(s)                             | Resultat  | Ref.   |
| ---- | ---------------------------------------------------------- | ------------------------------ | --------------------------------------- | --------- | ------ |
| 2018 | 12ns Asia Pacific Screen Awards                            | Millor pel·lícula d'animació   | Maquia: When the Promised Flower Blooms | Nominat   | [ 23 ] |
| 2018 | 21è Festival Internacional de Cinema de Xangai             | Millor Animació                | Maquia: When the Promised Flower Blooms | Guanyador | [ 24 ] |
| 2018 | 22è Festival Internacional de Cinema Fantàstic de Bucheon  | Premi del Jurat Infantil BIFAN | Maquia: When the Promised Flower Blooms | Guanyador | [ 25 ] |
| 2018 | LI Festival Internacional de Cinema Fantàstic de Catalunya | Premi Fantàstic Discovery      | Maquia: When the Promised Flower Blooms | Guanyador | [ 26 ] |
| 2018 | 5ns Premis Anime Trending                                  | Pel·lícula d'anime de l'any    | Maquia: When the Promised Flower Blooms | Guanyador | [ 27 ] |